# TT51
TT51（ティー ティー ご いち）は、東芝が開発したKDDIのツーカーブランドの携帯電話端末製品である。2005年2月9日に発表、2005年3月より発売開始。

## 概要
TT41では、その形状をストレート形にしたのを、TT51では東芝が元来ツーカー向けに供給してきた折りたたみ式に戻している。ただしTT41同様、アンテナ内蔵し突起部分をなくしている。
ボタン部分は、大型ボタンを採用している。
カラーバリエーションはシルバー・ピンク・ブラックの3種類が用意された。
TT51の特徴としてあげられるのは、ツーカーとして初めて（結果的に最初で最後となった）QVGA液晶（2.2インチ）を採用したことがあげられている。またカメラは、31万画素を採用し、TT41とは異なりEZweb、EZweb@mailには対応しているなどツーカー本来のシンプルさの中に、最大限の高性能化を追求した。ただし先発のTK41が対応したWAP2.0ブラウザを搭載していないため、EZweb@mail2のサービス及びパケット割引には対応していない。
なお、ツーカーが2005年10月1日にKDDIグループに統合され、またツーカーの携帯電話サービスが2008年3月31日を持って終了したため、この機種が東芝のツーカー向けの最終機種になった。